# Tetracanthella bellingeri
Tetracanthella bellingeri är en urinsektsart som beskrevs av Louis Deharveng 1978. Tetracanthella bellingeri ingår i släktet Tetracanthella och familjen Isotomidae. Inga underarter finns listade i Catalogue of Life.